# ガントレット (ゲーム)

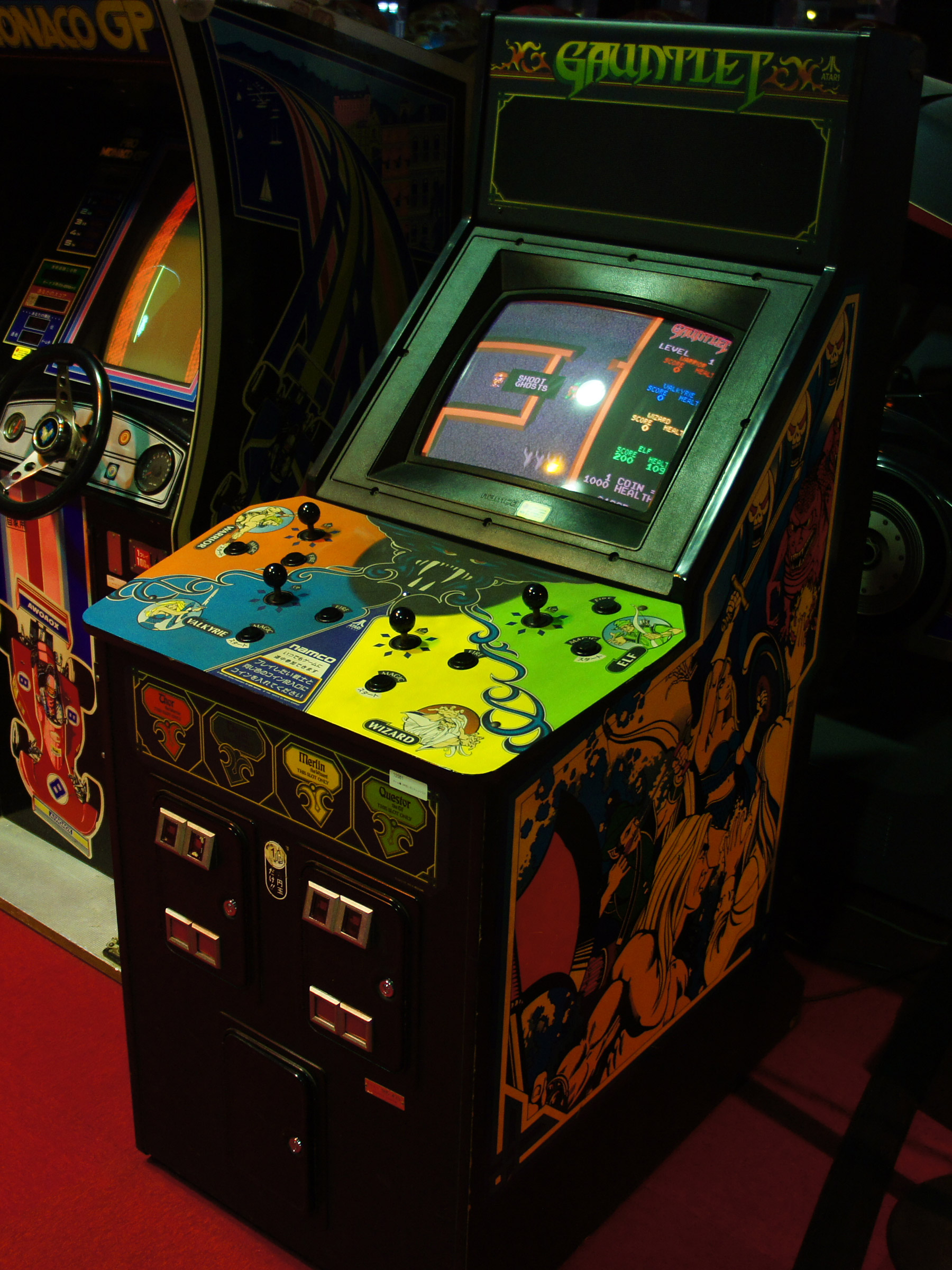
ガントレット筐体

『ガントレット』（英: gauntlet）は、アタリが1985年に発表したファンタジーRPG風のアクション・サードパーソン・シューティングゲーム、ならびにそれを第1作とするサードパーソン・シューティングゲームのシリーズの総称である。
日本では初代をナムコ（後のバンダイナムコエンターテインメント）、『レジェンド』と『ダークレガシー』をSNKが輸入販売していた。
特徴としては「複数のプレイヤーが個別に参加・中断可能であり、その全員が時には協力しつつ、時には足を引っ張り合いつつ、プレイできる」点が挙げられる。このアイディアは当時画期的なものであり、アタリは特許を所有している。
ヘルス（ヒットポイント）は敵から受けるダメージと時間経過により減少する。それを食べ物と現実のコイン（クレジット）で補給しつつ先に進んでいく。
Xbox 360のXbox Live Arcadeにてダウンロード配信も行われたが、現在は配信終了している。

## ガントレット

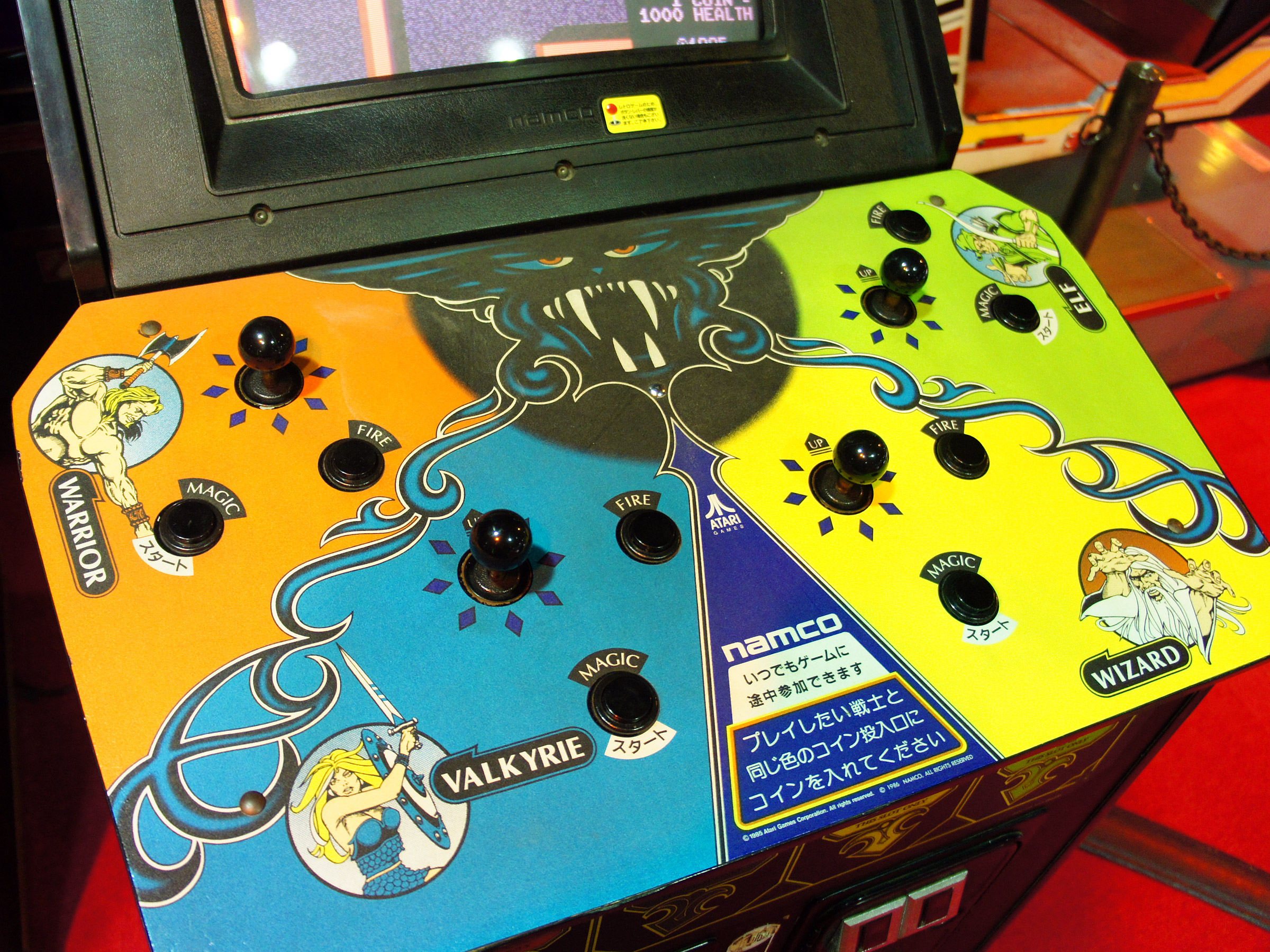
ガントレットのコンソール部分。

迫り来るモンスターを倒しつつ、そして無限にモンスターを増殖させるジェネレーターというその発生源を破壊しつつ、出口に行く（次のレベルに進む）というものである。
いわゆるエンディングがないループゲーム。レベル1から7までは練習も兼ねたステージでレベル8からが本番だが、迷路の数は非常に多く、順番は常にランダムである（正確には法則がある）。またレベルが進むごとに味方を撃つと一時的に気絶（スタン）する、画面外に出られるなどの様々なルールがあるレベルが出現する。
コンソールは8方向レバー、2ボタンとなっている。ボタン1は投射攻撃（ショット）、ボタン2は魔法の使用となる。
魔法はマップに落ちているポーションを回収することで、ポーション1個につき1回使用可能である。魔法の使用回数が限定されているので、攻略には戦略性が必要となっている。また、敵キャラクターと接触して敵が居る方向にレバーを倒した状態で接近戦で敵を倒す（ファイト）ことも可能である。
敵の攻撃のほか、時間経過でヘルスが減り、ヘルスが0になるとゲームオーバーとなる。ヘルスを回復させるには、食料を拾うかクレジットを追加投入する方法がある。

### プレイヤーキャラクター
| プレイキャラクター      | 名前                 | カラー | ショット | ファイト | 投射速度 | 防御力   | 魔力     | 移動速度 |
| ----------------------- | -------------------- | ------ | -------- | -------- | -------- | -------- | -------- | -------- |
| ウォリアー （戦士）     | "Thor" ソール        | ■ 赤   | 3/5stars | 3/5stars | 1/5stars | 2/5stars | 1/5stars | 1/5stars |
| ヴァルキリー （女戦士） | "Thyra" シーラ       | ■ 青   | 1/5stars | 3/5stars | 2/5stars | 3/5stars | 2/5stars | 2/5stars |
| ウィザード （魔術師）   | "Merlin" マーリン    | ■ 黄   | 2/5stars | 1/5stars | 3/5stars | 0/5stars | 4/5stars | 1/5stars |
| エルフ （妖精）         | "Questor" クエスター | ■ 緑   | 1/5stars | 2/5stars | 3/5stars | 1/5stars | 3/5stars | 3/5stars |

ウォリアー（戦士・赤）
斧を投げて攻撃する赤色の戦士。ショットとファイト共に強いが、移動速度が遅く、魔法の攻撃力は最も弱い。
ヴァルキリー（女戦士・青）
剣を投げて攻撃する青色の女戦士。ショットは弱いがファイトは持ち前の防御力と攻撃速度の速さも相まって強い。
ウィザード（魔術師・黄）
火炎(魔法弾)を放って攻撃する黄色の魔術師。魔法の攻撃力とショットの威力が強い一方、防御力が弱い。
エルフ（妖精・緑）
矢を放って攻撃する緑色の妖精。投射速度と移動速度が速いことと魔法攻撃力が比較的高いことが特徴。但し、ショット・ファイト共に攻撃力は弱い。防御力もウィザードの次に弱い。基本防御力10%。
プレイするキャラクターによって様々な特徴があり、基本的な能力値も違う。それらの能力を大別すると投射攻撃（ショット）、接近戦（ファイト）、投射速度（ショットスピード）、防御力（アーマー）、魔力（マジック）、移動速度（スピード）に分けられる。 これらの能力はHidden Potion（ヒデン・ポーション）と呼ばれるパワーアップアイテムを取得することによって向上させることが出来る。

### アイテム
2人以上のプレイを行った場合、アイテムの連続取得によってポイント加算の倍率が異なる。連続取得したプレイヤーは×2、×3、×4と得点倍率が上昇していき、逆に他のプレイヤーにアイテムを獲得されると倍率が減少していく。この倍率表記は各プレイヤーのスコア左上に表示される。
1人プレイの場合、あるいは途中でプレイヤーがいなくなってプレイヤーが1人になってしまった場合、倍率は1倍（基準値）に戻り、倍率表記はされない。倍率が表示されている間はアイテムによる得点だけでなく敵にショットやファイトを命中させた場合の得点にも反映する。
Treasure（宝物）
迷宮の各所に落ちている財宝。ショットを通さないという特徴がある。100pts。
Food（食べ物）
皿の上に乗った料理。ショットを通さないという特徴がある。ヘルスが100増える。
Drink（飲み物）
オレンジ色の瓶に入った飲み物。Foodと同じく獲得するとヘルスが100増えるが、ショットを当てると壊れて消える。その際に、"○○（キャラクター）is shot the food!" と、誰が壊してしまったかをナレーションされることもある。
Key（鍵）
黄金の鍵。ドアを開けるために必要なアイテム。ショットを通すが敵は乗り越える事が出来ないという特徴がある。鍵はポーションと同様に1人のプレイヤーが持てる数が限られており、ポーションと合わせて12個までしか持てないようになっている。100pts。
Potion（ポーション）
魔法の壺に入った飲み薬。1つ取得する毎に1回魔法を使うことが出来る。魔法の強さはプレイヤーによって異なる。ポーションは鍵と同様に1人のプレイヤーが持てる数が限られており、鍵と合わせて12個までしか持てないようになっている。ポーションには2種類あり、青いポーションと黄金のポーションがある。青いポーションはショットが命中すると発動する。この場合、ショットを命中させたキャラクターによって魔法の強さが異なるが、ポーションを取得して発動させるより魔法の強さが若干弱くなる。黄金のポーションはショットを命中させても発動しない。
Hidden Potion（ヒデン・ポーション）
プレイヤーのパワーアップアイテムであり、全6種類。これが登場するLEVELでは開始前に「FIND THE HIDDEN POTION」と黄で表示され、たまに音声アナウンスも入る為事前に登場することが分かるようになっている。

青いポーションの中に各能力パワーアップに対応するマークが描かれており、これを取得するとメッセージ表示とナレーションで「○○ now has EXTRA ○○（もしくはEXTRA ○○のみ）」とアナウンスされ、プレイヤーキャラの名前欄の左右に対応するアイコンが追加され、能力が上昇する。

青ポーションである為、ショットを当ててしまうと通常のポーション同様魔法が発動してしまい、パワーアップ効果が得られなくなる。また、既に取得済みのヒデン・ポーションを再度取得しても効果は累積せず、通常の青いポーションを取得した効果となる。

出てくるパワーアップ効果は完全ランダムであり、更に登場するLEVELで1個しか存在しない為、多人数プレイである場合はポーションを巡ってのプレイヤー同士での争いになるケースも少なくない。

また、取得したパワーアップ効果はシーフに接触されるとランダムに強奪され取り戻すことが出来ない為、シーフ出現音を聞いた場合は迎撃に徹する必要がある。

以下は、プレイヤー名の欄にパワーアップ効果が表示される順番での記載である。

- エクストラ・マジック：マークは緑の魔法のツボ。マジックパワーが１段階上昇する。バルキリーやエルフが取るとウイザードに近いジェネレータ消去も行えるようになる。
- エクストラ・ショット・パワー：マークは橙に緑の○。ショットパワーが１段階上昇する。攻略スピードが格段に上がる為、どのキャラクターでも最初に取得したいポーションである。
- エクストラ・ショット・スピード：マークは白の稲妻。ショットスピードが１段階上昇する。連射数は上昇しない。ウォーリアが最初に取得したいポーションである。
- エクストラ・ファイト・パワー：マークは白の剣。ファイトパワーが１段階上昇する。キャラクターによってはほぼ不要。
- エクストラ・アーマー：マークは黄色の盾。防御力が１段階上昇する。防御力が紙なウイザードが最初に取得したいポーションである。
- エクストラ・スピード：マークは赤の左向き矢印。移動速度が１段階上昇する。ウオリアーやウイザードが取得したいポーション。

Invisibility（インビシビリティ）
魔法のペンダント。取得すると一定時間透明になり敵に発見されない。但し、無敵になったわけではないのでデーモンのショットやロバーの投石は命中しダメージを受け、ゴーストに触れても同様にダメージを受ける。

### 敵キャラクター
敵はデスとシーフを除いて全てそれぞれ3段階の強さがあり、一般にレベルが高いほど明るい色をしており、プレイヤーが被るダメージも敵レベルに比例して大きくなる。また、ジェネレーターもそれぞれ3段階あり、発生させる敵のレベルに対応している。
ゴースト（幽霊）
プレイヤーに向かって追いかけてくる敵キャラクター。接触されるとゴーストは音を立てて消滅するが同時にダメージを被る（つまり、ファイトで倒す事は不可能）。ゴーストを倒すにはショットで攻撃するか魔法を使うかのどちらかになる。ショットを命中させると10pts。
基本ダメージはレベル1ゴーストで10。レベル2ゴーストで20。レベル3ゴーストで30。
グラント（半豚人）
近接攻撃で棍棒を振るって攻撃してくる敵キャラクター。レベル4の迷宮で初登場する。ショットを命中させると5pts。ファイトが命中すると25pts。
棍棒攻撃の基本ダメージはレベル1グラントで5。レベル2グラントで8。レベル3グラントで10。
デーモン（悪魔）
口から火炎弾を吐いてくる赤い悪魔の顔。レベル5で初登場する。デーモンが向いている方向の直線上にプレイヤーがいると火炎弾を発射してくる。この火炎弾は射程が長く画面外に行くか障害物やアイテムに当たるまで流れ続ける。火炎弾を発射する際にデーモンは動きを止める習性がある。なお、火炎弾はドリンクや青いポーションに命中すると破壊してしまうので厄介。プレイヤーがデーモンにショットを命中させると5pts。ファイトが命中すると25pts。
デーモンの火炎弾による基本ダメージはデーモンのレベルに関係なく10。
噛み付き攻撃の基本ダメージはレベル1デーモンで5。レベル2デーモンで8。レベル3デーモンで10。
ロバー（投石者）
放物線状に壁を越える投石をしてくる敵キャラクター。攻撃が壁を超えるために厄介であるが石が着弾する地点にのみ当たり判定があるため、着弾さえよければ命中しない。なお、ロバーの投石攻撃もデーモンの火炎弾と同様にドリンクや青いポーションに命中すると破壊してしまうが、これを利用して直接攻撃できないジェネレーターを破壊するように石を誘導することが可能。ロバーが投石した時点でプレイヤーが壁と密着している状態にあると、ロバーの投石はプレイヤーに落ちる前に壁に当たってしまい命中しないという習性もある。他の敵キャラクターと異なり一定の間合いを持って攻撃してくるので、間合い以上にプレイヤーが近づくと逃げる（間合いを広げようとする）。また、接近戦ができないため、ファイトをした場合は味方は無傷で攻撃を命中させることが出来る。ロバーにショットを命中させると5pts。ファイトが命中すると25pts。
ロバーの投石による基本ダメージはロバーのレベルに関係なく3。
ソーサラー（魔法使い）
姿を消しながら接近してくる紫色の法衣をまとった敵キャラクター。レベル6で初登場する。移動すると一定のリズムで点滅するように姿を消しては現れるを繰り返す。姿を消している間はショットが当たらない。動きが止まると姿が現れたままになる習性があり、この習性を利用して動きを封じている状態でショットをすれば確実に命中させることもできる。また、プレイヤーと隣接するとソーサラーも接近戦に応じる為に姿を現すのでファイトも確実に命中する。ショットを命中させると5pts。ファイトが命中すると25pts。
接近戦の基本ダメージはレベル1ソーサラーで5。レベル2ソーサラーで8。レベル3ソーサラーで10。
デス（死神）
黒い法衣を着た敵キャラクター。デスにジェネレーターは存在しない。プレイヤーのショットは全く通用せず（得点のみ入る）ファイトを仕掛けることも出来ないため、デスにプレイヤーが接触するとヘルスを吸い取りはじめる。基本的に魔法でのみ倒すことが可能で、どんなに魔力の低いプレイヤーが魔法を使ってもデスを一撃で倒すことが出来る。その他に接触し続けた場合は、1体につき合計で200のヘルスを吸い取ることでデスは消滅する。魔法で倒した時の得点は、デスに当てたショットの回数により1000～8000ptsで変化する（8発でループする）。ショットを命中させると1pts。
シーフ（泥棒）
レベルが上がる（ステージが進む）とスタート地点から突然出現し、プレイヤーの辿ったルートをなぞりながら超高速で追いかけて来る（通り道に敵がいても、それを倒しながら進んでくる。デスも倒す）。プレイヤーが接触されると獲得していたヒデン・ポーションやポーションを盗んで逃げていく。なお、ヒデン・ポーションを優先的に盗んでいく。
盗まれる前にシーフを倒すと金貨袋、盗まれた後に倒すと黄金のポーションを落とす。盗まれたヒデン・ポーションは戻ってこない。逃げ切られた場合は次のレベルのどこかに落ちている。魔法は通用しない。シーフにショット・ファイトどちらでも命中させると500pts。
シーフが逃げるルート途中にプレイヤーが居た場合は攻撃される。その場合のシーフによる基本ダメージは10。その際にもシーフは喋る。
ヒデン・ポーションが失われることから上級プレーヤーにとっては最大の敵である。上位レベルともなるとレベル開始直後に出現フラグが立つケースすらあり、その際はプレーヤーがスタート位置から１マス移動したとたん瞬時に盗まれてしまう。
ジェネレーター（発生体）
敵を発生させるもの。白骨と正方形の箱状の物（基地）の2タイプがあり、ゴーストのみ白骨から発生する。グラント、デーモン、ロバー、ソーサラーは基地から発生する。ジェネレーター自体には攻撃力はなく、延々と敵を発生させ続ける。それぞれのジェネレーターが発生させる敵の種類は1種類で、ジェネレーターのレベルと同じレベルの敵が発生するようになっている。ショットでもファイトでも攻撃可能。敵自身の攻撃が当たることでも破壊できるが、基地は最も下のレベル以下にはならない。敵の発生頻度は面が進めば進むほど頻度が高くなる。ゲーム中にプレイヤーが死んだ場合、その死体がレベル3の白骨（つまりは、ゴーストのジェネレーター）となる。白骨はレベルが低くなると小さくなり、基地は屋根飾りの形状がレベルが低くなると粗末になる。ジェネレーターの種類を問わずショット・ファイトどちらでも命中させると10pts。

### 運用
- アタリ純正筐体は日本のプレーヤーになじまない大型のレバーとボタンを使っており、レイアウトも異なっていた。国内版はナムコが筐体を再設計し、当時のナムコ筐体と共通のレバーとボタンに変更され配置も見直されている。
- ナムコからの要望で行われたものであるかは不明だが、元々英文が多い敵キャラクター説明画面を削り、ゲーム中の英文も中学生程度の英単語のみとする設定が設けられ、国内では標準設定となっている。これは他の業務用ゲームではほとんど見られない珍しい仕様である。
- 数多くの台数が流通したことから、後年、コナミの4人同時プレイ基板に対応させる改造キットが発売され、『リングの王者』や『クライムファイターズ』など、4人同時プレイ可能なゲーム筐体として再利用されたケースがある。

## 主な移植版

### ガントレット（LSIゲーム版）
開発は米国タイガーエレクトロニクス。日本での輸入販売はセガ。セガ・ゲームビジョンシリーズとして1990年に発売された。歩く毎に体力が減るようになっている等、システムや画面構成がオリジナルとは異なるものになっている。キャラクターは戦士、女戦士のどちらかを選択でき敵キャラクターはグラントとデーモンが登場する。

### ガントレット（マスターシステム版）
USゴールド社より欧州マスターシステム用として発売された。変換アダプタを使うことで日本（NTSC）のマークIIIおよびマスターシステムでもプレイ可能。
画面右8BGエリアを固定する縦スクロールと、横スクロール時のオフセット部分を黒一列のスプライトでマスキングすることにより、ヘルス表示エリアを固定したまま8方向スクロールを行うことを実現している。敵キャラクターは全てBGで描かれるため、スプライトオーバーによるちらつきは殆ど発生しない。最大二人同時プレイが可能。

### ガントレット（メガドライブ版）
1993年にテンゲンから発売された移植版であり、メガドライブへの移植を担当したエムツーにとっては初めての大仕事となった。
アーケード版にも存在していたアーケードモード、アーケードモードを1人でプレイするレコードモード、多人数プレイで競い合うことができるバトルモードに加え、家庭用オリジナルの「クエストモード」が追加されている。
トランスポーターのワープ移動の法則が異なるものの（オリジナルは距離だけでなく明滅のタイミングで飛ぶ方向が設定されるが、当時は広くは知られていなかった）それ以外の再現性は非常に高くオリジナルのスタッフも賞賛していた。敵キャラクターを大量に表示させるためにスプライトダブラーを使用している。裏技によって使用キャラクターの能力を全て最高値にしたりアイテムをコンプリートしたりできる。
マルチタップを使用することで最大4人同時プレイが可能。
制作
背景
エムツーは、20歳だった堀井直樹が立ち上げたゲーム会社であり、彼らは高校生時代から雑誌を通じて同人ゲームを発表していた。
設立時点で、日本国外向けにファミリーコンピュータへの移植版が発売されていたが、堀井にとっては再現度が低いと感じていた。また、堀井の仲間である阿部哲也は、1コインのみで『ガントレット』を延々と遊び続けるだけの腕前を有しており、ほかの客があきらめて帰るのをゲームセンターで見てきた堀井は（自分たちが家で遊べるようにするため）自分たちで最高の『ガントレット』の移植版を作ることを思い立つ。
阿部が得意のプログラミングを生かしてオリジナルのアクションゲームを作ろうとしていた矢先、堀井から『ガントレット』の移植版の話を持ち掛けられ、最終的に加わった。かくして、彼らは『ガントレット』の版権管理元のアタリに無許可で開発を開始する。
開発
『ガントレット』のソースコードや基板を持っていなかった彼らは、実際のプレイから挙動を観察し、移植を進めていった。
そして、彼らは出来上がったプログラムをテンゲンへ持ち込む。テンゲンによる検証の結果、スプライトの表示数を増やすためのスプライトダブラーに欠陥が見つかる。この欠陥で画面に生じたノイズを見つけたプログラマは彼らが一生懸命再現しようとしたことを理解し、社長に移植を認めるよう進言する。
最終的に、同作はメガドライブ用ソフトとして世に送り出された。さらに、テンゲン側から持ち込まれたマルチタップをもとにした商品がセガから発売された。
反響
同作の移植は原作を尊重したうえでアレンジを加える方針が取られ、その結果、好意的な評価が得られた。
また、この移植がきっかけでエムツーはセガハード向けの移植に携わるようになった。

## 続編・姉妹作

### ガントレットII
『ガントレット』の続編。本作はナムコが輸入・販売しなかったため、日本国内ではほとんど見かけなかった。また席と色による役割の縛りもなくなったため、青色のウィザード、緑色のヴァルキリーなど任意の席と役割を選べるようになった。
こちらもエンディングは無いものの、滅多に入ることのできない隠し部屋が存在する。アメリカなどでは隠し部屋をクリアしたプレーヤーはＴシャツを貰えるキャンペーンを行っていた。その他に「It」という鬼になったプレイヤーに攻撃が集中する鬼ごっこシステムも導入されている。
アイテムや敵キャラクターが増え、難度も上がっている。真偽は不明だが、『2』の開発当時、ナムコから1クレジットで延々とプレイする上級者が出てきており困っているという報告がアタリに上がり、それを当初アタリのスタッフは信じていなかったが証拠としてのビデオがアタリに送られた。そのプレーヤーが使っていたのがウィザードだったので、『2』ではウィザードの難易度が上がったという噂がある。
国外ではNESに移植されている。同じく移植されたNES版の『1』に比べてグラフィックが格段に向上している。マルチタップを使用することで4人同時プレイが可能。

### ガントレット（リンクス版）
リンクス開発元のEPYXにて製作されていた「Time Quests And Treasure Chests」を発売前に『ガントレット』に改題しテンゲンが発売。『The Third Encounter』というサブタイトルが付いている。プレイヤーキャラクターの種類は8種類となり、ゲーム内容もジェネレーターがなくエンディングも存在するなどオリジナルとは大きく異なる。縦画面で表示されるため本体を縦に持ってプレイする形状になっている。本体をケーブルで数珠つなぎにすることで4人同時プレイが可能。

### ガントレット・レジェンド
1998年に登場したシリーズである。この当時からアタリゲームズの資産を保有しているミッドウェイゲームズが開発、発売された。内容は一新され、あらゆるものが全てポリゴンで表現されたほか、マップがやや立体的になった。レベルアップの概念が存在し、よりアクションRPGに近いシステムになった。洞窟や城など様々な世界（ステージ）を冒険しつつ、最終的には悪魔スコーンを倒すのが目的。敵キャラクターの種類も大幅に増え、各世界の最後のレベルにはボスが登場し、全ての世界のボスを倒すことでスコーンのいる最終ステージへと行くことができる。各世界のレベルはボスレベルも含め何度でも行くことが可能になっている。最終ボスであるスコーンを倒せばエンディング。国内ではSNKが販売を担ったほか、2000年にはエポック社よりNINTENDO 64版が発売されている。
ハードディスクを筐体に内蔵しているため、自分のイニシャルとパスワードを記録しておけば経験値として保存できた。ただし、その店舗でしか記録できない。
また、スタート時にある条件を満たすとウォリアーがミノタウロスになったり、ウィザードがアヌビス神になったり、伝説の存在に変身できる裏技があった。いずれのキャラクターも普通のキャラクターより強力な攻撃力を持っている。
海外ではドリームキャスト版、プレイステーション版が発売されているが、日本では未発売。

### ガントレット・ダークレガシー
1999年に登場した、現時点では最後に発売されたアーケードのシリーズ。国内ではアーケード版はSNKが販売。家庭用ゲームとしては2002年にコーエーネット(後のコーエーテクモゲームス）（尚、発売元には日本法人としての「（株）ミッドウェイ・ゲームズ」の表記有）よりPS2版にて発売されている。
「ガントレット・レジェンド」がベースになっており、プレイヤーキャラクターが新たに増え、幾つかの新たな世界やボスキャラクター、火を噴く新アイテムなどが追加されている。鶏に変身する呪いのアイテムも存在する。
海外ではXbox、ニンテンドー ゲームキューブ、ゲームボーイアドバンス版も発売されているが、こちらは日本国内では未発売。

### Gauntlet: Seven Sorrows
2005年に登場。FPS『DOOM』や『大刀』などで知られる米国のゲームデザイナー、ジョン・ロメロが製作に携わっている。
コンシューマのみでの展開で、Xbox、PS2で発売。日本国内では未発売。

### ガントレット（2014年のゲーム）
2014年にSteamで発売された、現時点での最新作。ミッドウェイゲームズを買収したワーナーグループの一部門であるワーナー・ブラザース・インタラクティブ・エンターテイメントが発売した。開発はArrowhead Game Studios。本作は初代のリブート版として開発された。
キャラクターごとに固有のスキルが多数用意されており、特にウィザードは通常攻撃の代わりにいくつかの元素の中から2つを選んで魔法を使うなど、過去作とはプレイ感覚が大きく異なる。また、ダウンロードコンテンツとして新キャラクター「ネクロマンサー」が用意されている。
2015年には本作のバージョンアップ版として『Gauntlet: Slayer Edition』がPlayStation 4で発売された。同時に既存のSteam版もSlayer Editionにバージョンアップしている。日本国内ではSteam版のみ発売。